# 広島県道170号厳島港厳島神社線
広島県道170号厳島港厳島神社線（ひろしまけんどう170ごう いつくしまこういつくしまじんじゃせん）は、広島県廿日市市を通る一般県道である。

## 概要
厳島（宮島、廿日市市宮島町）を通る。
宮島内に起点を持つ唯一の県道。道が狭い、観光客が多い、鹿が多いなどの事情により島内への自動車乗り入れは避けたほうが無難。

### 路線データ
- 起点：廿日市市宮島町（厳島港、広島県道43号厳島公園線交点）
- 終点：廿日市市宮島町（厳島神社）
- 総延長：480 m

## 地理

### 通過する自治体
- 廿日市市

### 交差する道路
| 交差する道路           | 交差する場所 | 交差する場所 |
| ---------------------- | ------------ | ------------ |
| 広島県道43号厳島公園線 | 宮島町       | 起点         |

### 沿線
- 厳島港
- 廿日市市役所宮島支所
- 宮尾城跡 - 厳島の戦い（1555年）の際毛利軍が陶軍を誘い出すために立て籠もった城。
- 千畳閣
- 五重塔
- 厳島神社
- 大鳥居
- 紅葉谷公園 - この奥から弥山（みせん）に登るロープウェイが出ている。
- 弥山
- 大願寺
- 厳島神社宝物館
- 宮島歴史民俗資料館
- 清盛神社
- 宮島水族館